# ヨコヅナ (プロレスラー)
ヨコヅナ（Yokozuna、1966年10月2日 - 2000年10月22日）は、アメリカ合衆国のプロレスラー。カリフォルニア州サンフランシスコ出身のサモア系アメリカ人。
新日本プロレスでのグレート・コキーナ（Great Kokina）のリングネームでも知られる。本名はロドニー・アノアイ（Rodney Anoa'i）。

## 来歴
長年に渡り数多くのレスラーを輩出しているアノアイ・ファミリーの一人で、伯父に当たるワイルド・サモアンズのアファ・アノアイ、シカ・アノアイ兄弟にトレーニングされ1984年にデビュー。コキーナ・マキシマスのリングネームを名乗り、末期のAWAやアラバマのCWFを転戦。
1988年8月にグレート・コキーナのリングネームで新日本プロレスに初来日。以後主にワイルド・サモアンこと従兄のサムラ・アノアイとの新日版サモアン・スワット・チーム（オリジナル版はサムラ・アノアイとソロファ・ファトゥ）で活躍。巨体かつ若年でありながら抜群のレスリング・センスを持っており、当時の新日現場監督の長州力からも高い評価を受け重宝された。
1992年、ビンス・マクマホンに招請されてWWFと契約。「日本の大相撲の元力士で、親方を殴り倒したために廃業を余儀なくされ、ホームレス同然の生活をしていたところをミスター・フジにスカウトされた」というギミックで、ヨコヅナなるリングネームで登場。ミスター・フジがマネージャーを担当し、（この当時WWFがステロイド問題でバッシングを受け、マッチョ系レスラーの重用を以前より控えていたこともあって）一躍トップレスラーの仲間入りを果たした。赤いサポーター・パンツの上にまわし風のモノを着用し、入場時には「逆鉾」などと書かれた浴衣を着て、髪の毛は結んだ程度で大銀杏とは程遠い粗末な出来で日本人には違和感のあるキャラクターだったが、体重200kgを遥かに超える巨体から繰り出す「バンザイ・ドロップ」を必殺技に、反日感情を煽ったヒールとして活躍。
1993年1月のロイヤルランブルを制し、4月4日のレッスルマニア9においてブレット・ハートから勝利を収めWWF世界ヘビー級王座を初獲得。そのわずか数分後にはハルク・ホーガンに敗れてベルトを失うも、6月13日のキング・オブ・ザ・リングにてホーガンから王座を奪還。翌年のレッスルマニア10まで9か月間王座を守り続けるが、その日二度目の防衛戦（一試合目の相手はレックス・ルガー）となったブレットとの再戦でリベンジを許し王座陥落。その後はブレットの弟オーエン・ハートとの異色タッグなどで活動し、WWF世界タッグ王座も獲得。
アメリカでの悪役人気を受け、日本にもヨコヅナとして来日し、1994年のWWFマニア・ツアーや1995年のWARのリングで本物の元幕内力士でもある天龍源一郎と対戦。
以降もジ・アンダーテイカーやショーン・マイケルズを抗争相手に大物ヒールとして活躍を続ける一方、デビュー当時から増え続ける体重を止めることができず、ついには約350kgという超肥満体となりWWFから減量のための出場停止を命じられる。しかし、大学病院に入院してまで行ったダイエットに失敗、1997年1月にWWFを解雇された。
イギリス遠征中の2000年10月22日、ロンドン市内のホテルで急死した。肥満による狭心症が死因とされている。34歳没。
2012年、WWE殿堂入りが実現。インダクターは従甥のウーソズ（ジミー・ウーソ&ジェイ・ウーソ）が務めた。

## 獲得タイトル
UWA
- UWA世界6人タッグ王座：1回（w / ファトゥ&サモアン・サベージ）

WWE
- WWF世界ヘビー級王座：2回
- WWF世界タッグ王座：2回（w / オーエン・ハート）
- ロイヤルランブル優勝：1993年
- WWE殿堂：2012年

## 得意技
- バンザイ・ドロップ（バンザイと叫びながらのヒップ・ドロップ）
- レッグ・ドロップ
- ヘッドバット
- ショルダー・クロー
- サモアン・ドロップ

## マネージャー
- シーク・アドナン・アル＝ケイシー（AWA）
- ミスター・フジ（WWF）
- ジム・コルネット（WWF）

## その他
- 相撲ギミックへの転向を思いついたのは、日本滞在中に知り合った同じサモア系の小錦（当時大関）の影響が大きかったと言われる。
- 1993年にWWEの看板番組RAWがスタート、ヨコヅナとして初回放送のファーストマッチを飾る。（結果は対戦相手のココ・B・ウェアに勝利）
- ヨコヅナ時代はリング上で土俵入りを披露することもあったが、それを教えたのは元大相撲力士のアースクエイクである。1994年5月16日の『マンデーナイト・ロウ』では両者によるスモー・マッチも行われた[1]。
- 大銀杏は自己流で、油ではなくゴムで結って形を作っていた。一方マワシの下のピンクのスパッツの着用は本人のアイデアではなく、男性が臀部を露出する姿に大衆がネガティブな反応をするのを恐れたWWF側が着用を命じたものだった。